# Yokohama Landmark Tower
A jokohamai Yokohama Landmark Tower (横浜ランドマークタワー, jokohama landomáku tavá, Landmark-torony) 295,8 méteres magasságával Japán második legmagasabb épülete (legmagasabb épület: Harukas 300). Futurisztikus megjelenésével egyszerre szolgál a város fontos tájékozódási pontjaként és az egész ország jelképes kapujaként. Nevét arról a vizuális funkcióról kapta, amelyet az elkülönülten álló, kivételesen magas felhőkarcolók a modern kori metropoliszokban az adott terület túlméretezett jelképeként betöltenek. A felhőkarcoló létrejöttét a Mitsubishi tiszteletbeli elnökének és a Rockefeller Center korábbi tulajdonosának, Otokazu Nakadának köszönheti, aki még látta, ahogyan a második világháború végén földig rombolták Yokohama iparvárosát. Nakada meg akarta élni, hogy a város újra kivirágzik, és a Landmark-torony építésével ezt a folyamatot igyekezett segíteni.
Nakada felhőkarcolója a város közigazgatása által megalkotott szélesebb körű, Minato Mirai 21, azaz „A huszonegyedik század kikötővárosa” nevet viselő területfejlesztési terv része, amely a Nisiku kikötőövezetet a meglévő földterületek kisajátítása, illetve a partvonal feltöltése révén kívánja megnagyobbítani. Az elsődleges cél olyan ingatlanfejlesztésre alkalmas környezet kialakítása, amegy vonzza a befektetőket, és fejlődést hoz nemcsak e területnek, de a város egészének is. A Landmark-torony az óceán és a város átmeneteként az új kikötőzóna kapujában épült meg, s Japán gazdasági növekedésének szimbólumává vált.
Az épületben 52 emeletnyi iroda, egy hatszáz ágyas szálloda, egy étterem és egy kert kapott helyet, ahonnan pazar kilátás nyílik a Csendes-óceánra és a Fudzsi hegyre. Az utcaszinten Hugh Stubbins (a Citicorp Center építésze) a nagyközönség számára megnyitott, üzletekkel és éttermekkel felszerelt ötszintes átrium révén teremtett kapcsolatot a várossal. Az átriumból a világ leggyorsabb személyfelvonójával alig 40 másodperc alatzt juthatunk fel a torony tetején kialakított kilátóhoz. Jóllehet az épületet amerikai építész tervezte, kiemelt figyelmet fordítottak az olyan hagyományos japán formák ötvözésére, mint a fésű, a papírlámpás vagy a farakás. Ezek a jellemző és árulkodó motívumok sajátságos jelleget kölcsönöznek a toronyháznak, amely küllemében a Narában álló 17. századi, Azekura stílusú Todai-dzsi templomot idézi.
Az épület négy óriási és a csúcsok felé elkeskenyedő támpillérből, valamint a közéjük zárt épülethasábból áll, amelynek négy oldala felfelé haladva fokozatosan hátrébb húzódik, hogy ezzel is hangsúlyozza a középső üres teret és a négy fő tartóelem jelenlétét. Szerkezetileg a toronyházat egy hatalmas acél csőváz, valamint négy, oszlop jellegű és kibetonozott acél tartóborda alkotja. A tartószerkezet a szél vagy a földrengések által keltett rezgéseket csökkentő mechanizmus teszi teljessé. A Landmark-torony látszólagos tömörségét erősítik a homlokzat egymást váltogató üveg- és gránitsávjai is.